# Авраменко, Михаил Иванович
Михаи́л Ива́нович Авра́менко (10 (23) января 1914, село Новотроицкое, Воронежская губерния — 27 марта 1944, Николаев) — участник Великой Отечественной войны, пулемётчик 384-го отдельного батальона морской пехоты Одесской военно-морской базы Черноморского флота, Герой Советского Союза (1944), краснофлотец.

## Биография
Михаил Иванович родился 23 января 1914 года в селе Новотроицкое Воронежской губернии в семье украинского крестьянина. Получил начальное образование, до призыва на воинскую службу работал в колхозе.
В 1937 году был призван в ряды Красной Армии, служил на Черноморском флоте, где и встретил начало войны.
В период с 1941 по 1943 год краснофлотец Авраменко принимал участие в обороне Одессы и Севастополя, в боях на «Малой Земле», получил два ранения и был награждён двумя медалями.
В апреле 1943 года М. И. Авраменко был зачислен пулемётчиком в формируемый 384-й батальон морской пехоты Черноморского флота, и осенью того же года участвовал в десантных операциях по освобождению Таганрога, Мариуполя и Осипенко.
В октябре 1943 года был награждён медалью «За отвагу» за отличное выполнение боевых заданий командования в боях за освобождение города Мариуполя.
Во второй половине марта 1944 года вошёл в состав десантной группы под командованием старшего лейтенанта Константина Фёдоровича Ольшанского. Задачей десанта было облегчение фронтального удара советских войск в ходе освобождения города Николаева, являвшегося частью Одесской операции. После высадки в морском порту города Николаева отряд в течение двух суток отбил 18 атак противника, уничтожив около 700 гитлеровцев. М. И. Авраменко погиб в бою.
Указом Президиума Верховного Совета СССР от 20 апреля 1945 года за образцовое выполнение боевых заданий командования на фронте борьбы с немецкими захватчиками и проявленные при этом отвагу и геройство краснофлотцу Авраменко Михаилу Ивановичу посмертно присвоено звание Героя Советского Союза.

## Награды
- Медаль «Золотая Звезда» Героя Советского Союза
- Орден Ленина
- Медали

## Память
- Похоронен в братской могиле в городе Николаеве (Украина) в сквере 68-ми десантников.
- Там же в честь Героев открыт Народный музей боевой славы моряков-десантников, воздвигнут памятник.
- Одна из улиц города носит имя Героя.
- Имя Героя Советского Союза М. И. Авраменко носит Воронежская водолазная школа ДОСААФ.